# Harmandiola pustulans
Harmandiola pustulans är en tvåvingeart som först beskrevs av Jean-Jacques Kieffer 1909.  Harmandiola pustulans ingår i släktet Harmandiola och familjen gallmyggor. Inga underarter finns listade i Catalogue of Life.